# 함양연암문화제
함양연암문화제는 경상남도 함양군에서 개최하는 지역 축전이다.